# Fedtsten
Fedtsten, klæbersten, steatit eller talk er et mineral, der består af hydreret magnesiumsilikat med formlen H2Mg3(SiO3)4 eller Mg3Si4O10(OH)2. "Klæber" i "klæbersten" kommer af norsk klebber, fra norrønt klé (de sten, der anvendtes som tyngde til net eller væv) og berg (= sten). 

## Egenskaber
Klæbersten er et metamorft mineral, som dannes, når forskellige magnesiumsilikater som f.eks. pyroxener, amfiboler eller olivin nedbrydes. Det findes mest i metamorfe klipper, ofte af en stærkt omdannet type. Det forekommer i tynde lag eller som fibre, og dets monokline krystalform er så godt som ukendt i naturen. Mineralet kan spaltes let og perfekt, og de tynde flager er uelastiske men let bøjelige. Materialet er meget blødt og betegnes med skalatrin 1 på hårdhedsskalaen (klæbersten er det blødeste mineral på hele skalaen). Det har en massefylde på 2,5 – 2,8, et voksagtigt eller perlemorsagtigt skær, og det er gennemsigtigt til opaliserende. Farven svinger fra hvid til grå eller grøn, og stoffet er tydeligt fedtet at føle på. Det danner en hvid streg, når man skriver med det.
Den grove, grågrønne farve har ført til, at mineralet ofte kaldes fedtsten, og det har været og bliver stadig brugt til ovne, vaske, køkkengrej, bygninger og skulpturarbejde. Klæbersten bruges også i kosmetik (revet til talkumpudder), som smøremiddel og som fyldmateriale i papirproduktionen. Talkum bruges til babypudder, hvor det tjener som en beskyttelse mod hudirritation fra ble (og indhold). Skrædderkridt er oftest klæbersten, der også bruges som "kridt" i støberier og metalarbejde.
Klæbersten i renset form bruges som tilsætningsstof i fødemidler og lægemidler. Det har E-nummeret E553b.

## I arkitektur
Klæbersten var blandt de første stenarter, der blev benyttet i Norge, hvor den forekommer i Hordaland, Nord-Gudbrandsdalen, Trøndelagsfylkene, Helgeland og Salten. Særlig kendt er klæberstensbruddet i Kvikne i Hedmark, hvor man begyndte at hente sten ud omkring 500 f.Kr.  Klæbersten var en vigtig råvare i vikingetidens og middelalderens Norge. Den er let af forme til gryder, og meget velegnet til formålet, da den let tiltrækker sig varme, og lagrer varmen længe.  De norske klæberstenskirker, hvoraf Nidarosdomen er mest kendt, er unikke og et udtryk for, hvordan en centraleuropæisk arkitektur blev tilpasset stedegne byggematerialer.  Nidarosdomen er den største klæberstensbygning i Europa.  Vor tids tømte stenbrud udgør derfor et problem ved restaurering af norske kirker. 
I Indien er især Hoysaleswara-templet berømt. Hele bygningskomplekset fra 1100-tallet er udskåret i fedtsten. 

## Indhold
```
 
Magnesium
  19.23 %  Mg   31.88 % MgO  
 
Silicium
    29.62 %  Si   63.37 % SiO2  
 
Hydrogen
    0.53 %  H     4.75 % H2O  
 
Ilt
        50.62 %  O
```

## Sundhed
Da klæbersten i visse tilfælde indeholder små mængder asbest, har det fået ry for at fremkalde støvlunger og lungekræft. Der er endnu ikke fremlagt endelige undersøgelser af dette problem, men USAs føderale ministerium for fødevarer og medicin betragter den asbestfri klæbersten som problemfri til brug i kosmetik.